# Liczba obrotów enzymu
Liczba obrotów enzymu (aktywność molekularna) – liczba cząsteczek substratu, które w danej jednostce czasu mogą zostać przekształcone w produkt przez enzym w pełni wysycony substratem. Odpowiada stałej szybkości reakcji k w równaniu kinetycznym
Vmaks=k[E]
gdzie Vmaks – maksymalna szybkość reakcji; [E] – stężenie miejsc aktywnych enzymu
Liczba obrotów jest bardzo zróżnicowana dla różnych enzymów, np. dla lizozymu wynosi 0,5/s, a dla anhydrazy węglanowej 600 tys./s.